# Canton de Montbarrey
Le canton de Montbarrey est une ancienne division administrative française, située dans le département du Jura et la région Franche-Comté.

## Composition
Le canton de Montbarrey comprenait les treize communes suivantes :
| Nom                    | Code Insee | Intercommunalité  | Superficie (km2) | Population (dernière pop. légale) | Densité (hab./km2) |
| ---------------------- | ---------- | ----------------- | ---------------- | --------------------------------- | ------------------ |
| Montbarrey (chef-lieu) | 39350      | CC du Val d'Amour | 9,70             | 320 (2014)                        | 33                 |
| Augerans               | 39026      | CC du Val d'Amour | 8,05             | 167 (2014)                        | 21                 |
| Bans                   | 39037      | CC du Val d'Amour | 3,92             | 187 (2014)                        | 48                 |
| Belmont                | 39048      | CC du Val d'Amour | 16,06            | 285 (2014)                        | 18                 |
| Chatelay               | 39117      | CC du Val d'Amour | 13,07            | 95 (2014)                         | 7,3                |
| Chissey-sur-Loue       | 39149      | CC du Val d'Amour | 38,56            | 328 (2014)                        | 8,5                |
| Germigney              | 39249      | CC du Val d'Amour | 5,44             | 82 (2014)                         | 15                 |
| La Loye                | 39305      | CC du Val d'Amour | 19,56            | 546 (2014)                        | 28                 |
| Mont-sous-Vaudrey      | 39365      | CC du Val d'Amour | 14,86            | 1 245 (2014)                      | 84                 |
| Santans                | 39502      | CC du Val d'Amour | 16,52            | 308 (2014)                        | 19                 |
| Souvans                | 39520      | CC du Val d'Amour | 19,66            | 502 (2014)                        | 26                 |
| Vaudrey                | 39546      | CC du Val d'Amour | 17,87            | 399 (2014)                        | 22                 |
| La Vieille-Loye        | 39559      | CC du Val d'Amour | 9,19             | 404 (2014)                        | 44                 |

## Représentation

### Conseillers d'arrondissement (de 1833 à 1940)
| Période                                  | Période          | Identité                            | Étiquette   | Qualité |
| ---------------------------------------- | ---------------- | ----------------------------------- | ----------- | --- |
| 1833                                     | 1836             | Antoine Étienne Boichoz (1792-1874) |             | Directeur des contributions à Dole, propriétaire à Brans                                                    |
| 1836                                     | 1842             | Léonard Urcissin Bolard (1806-1870) |             | Meunier, propriétaire à Montbarrey                                                                          |
| 1842                                     | 1848             | Vicomte Boutechoux de Chavanne      |             | Lieutenant de louveterie, propriétaire à Mont-sous-Vaudrey                                                  |
|                                          |                  |                                     |             | |
| 1874                                     |                  | M. Mercier                          | Républicain | |
|                                          |                  |                                     |             | |
|                                          | 1891 (démission) | Joseph-Eugène Maizier               |             | Maire de Montbarrey                                                                                         |
| 1891                                     |                  | M. Neveu                            |             | Industriel, maire de La Vieille-Loye                                                                        |
|                                          |                  |                                     |             | |
| 1919                                     |                  | Jules Bailly                        | Rad.        | Instituteur, greffier de justice de paix, propriétaire à Montbarrey                                         |
|                                          |                  |                                     |             | |
|                                          | 1940             | Paul Barthelet                      | Droite      | Médecin, maire de Montbarrey                                                                                |
| 1940                                     |                  |                                     |             | Les conseils d'arrondissement ont été suspendus par la loi du 12 octobre 1940 et n'ont jamais été réactivés |
| Les données manquantes sont à compléter. |                  |                                     |             | |

### Conseillers généraux de 1833 à 2015
| Période               | Identité                        | Parti                  | Qualité |
| --------------------- | ------------------------------- | ---------------------- | --- |
| 1833-1848             | Anatole Chavelet de Razé        |                        | Juge de paix à Germigney                                                                                     |
| 1848-1871             | Maxime-Laurent Delandes         |                        | Propriétaire à Dole, maire de Souvans                                                                        |
| 1871-1876 (démission) | M. Chalon                       |                        | Ancien magistrat                                                                                             |
| 1876-1911 (décès)     | Claude François Fortunat Pactet | Rad.                   | Médecin, maire de Mont-sous-Vaudrey                                                                          |
| 1911-1913             | Philippe Neveu                  | RG                     | Propriétaire, maire de La Vieille-Loye                                                                       |
| 1913-1937             | Florentin Pactet                | RG                     | Docteur en médecine à Paris Propriétaire à Mont-sous-Vaudrey                                                 |
| 1937-1940             | Camille Pactet (1900-1958)      | Rad.                   | Entrepreneur-négociant en matériaux de construction Maire de Belmont                                         |
|                       |                                 |                        | |
| 1943-1945             | Paul Barthelet                  |                        | Docteur en médecine Conseiller d'arrondissement, maire de Montbarrey Nommé conseiller départemental en 1943  |
|                       |                                 |                        | |
| 1945-1949             | Gaston Outrey (1910-1992)       | PCF                    | Commerçant Maire de Belmont (1945-1977) Ancien résistant et déporté à Dachau Secrétaire départemental du PCF |
| 1949-1973             | Henri Jouffroy                  | PPUS puis RGR puis CDP | Agriculteur Maire de Chissey-sur-Loue (1947-1974) Député (1969-1973 et 1977-1978)                            |
| 1973-1985             | Marc Mignot                     | PS                     | Gérant de société à Mont-sous-Vaudrey                                                                        |
| 1985-1998             | Nelly Poncet                    | RPR                    | Notaire à Pierre-de-Bresse (Saône-et-Loire)                                                                  |
| 1998-2015             | Alain Bigueur                   | DVG                    | Contremaitre/agent de maitrise Maire de La Vieille-Loye Vice-président du Conseil général                    |

## Démographie
| 1962  | 1968  | 1975  | 1982  | 1990  | 1999  | 2006  | 2011  | 2012  |
| ----- | ----- | ----- | ----- | ----- | ----- | ----- | ----- | ----- |
| 3 741 | 3 701 | 3 675 | 3 946 | 4 226 | 4 430 | 4 741 | 4 897 | 4 898 |